# Matt Walsh (basket-ball)
Pour les articles homonymes, voir Matt Walsh et Walsh.
Matt Walsh, né le 2 décembre 1982 à Holland, en Pennsylvanie, est un joueur américain de basket-ball. Il évolue au poste d'ailier.